# Xã Spring, Quận Boone, Illinois
Xã Spring (tiếng Anh: Spring Township) là một xã thuộc quận Boone, tiểu bang Illinois, Hoa Kỳ. Năm 2010, dân số của xã này là 894 người.